# Desolation Peak (Washington)
Der Desolation Peak ist ein Berg in der Nördlichen Kaskadenkette im US-Bundesstaat Washington, etwa 6,2 mi (10 km) südlich der Grenze zwischen Kanada und den Vereinigten Staaten; er liegt im Ross Lake National Recreation Area. Der Gipfel wurde erstmals 1926 durch Lage Wernstedt bestiegen, der ihn aufgrund der Zerstörungen durch einen Waldbrand im selben Jahr benannte.:31 Auf dem Gipfel steht ein kleiner hölzerner einräumiger Waldbrandbeobachtungsposten des National Park Service. Der Posten ist 15 mi (24 km) von der nächstgelegenen Straße entfernt und überblickt mehrere Meilen Wald und zahlreiche andere Gipfel.
Jack Kerouac verbrachte im Sommer 1956 63 Tage als Beobachter auf dem Desolation Peak. Diese Erfahrung verarbeitete er in den Werken Gammler, Zen und hohe Berge, Lonesome Traveler und Desolation Angels.
Der Desolation Peak Trail ist ein steiler Wanderweg zu hochgelegenen Wiesen, grandiosen Aussichten und dem Beobachtungsposten auf dem Gipfel. Die Wanderungen darauf sind trotz des anstrengenden Teils am East Bank Trail beliebt; oft ist es auf dem Weg heiß und trocken.